# Tobias Möllmer
Tobias Möllmer (* 27. Dezember 1978 in Mannheim) ist ein deutscher Kunsthistoriker mit dem Arbeitsschwerpunkt Architekturgeschichte des 19. und frühen 20. Jahrhunderts.

## Biografie
Tobias Möllmer besuchte das Moll-Gymnasium in Mannheim, wo er 1998 das Abitur ablegte. Dem folgte 1998/1999 der Zivildienst in der St. Hedwig-Klinik, ebenfalls in Mannheim. Er studierte 1999 bis 2006 Europäische Kunstgeschichte, Christliche Archäologie sowie Medien- und Kommunikationswissenschaften an der Ruprecht-Karls-Universität in Heidelberg, sowie an der Universität Mannheim und der Universität Paris-Sorbonne (Paris IV), letzteres als Stipendiat des Erasmus-Programms. Er schloss mit der Magisterarbeit Französische Architektur im Deutschen Reich: Das Palais Lanz in Mannheim und sein Architekt Eugène Saint-Ange ab.
Von 2007 bis 2020 war er freier wissenschaftlicher Mitarbeiter des Friedrich Engelhorn-Archivs e. V. in Mannheim. Hier erstellte er mehrerer Recherche- und Publikationsprojekte zu Themen aus dem Bereich der Familie und der Nachkommen von Friedrich Engelhorn.
2008/2009 war er zudem freier wissenschaftlicher Mitarbeiter des Regierungspräsidiums Stuttgart, wo er an der Denkmaltopographie für die Heidelberger Altstadt mitarbeitete. 2011/2012 hatte er eine Stelle als wissenschaftlicher Assistent am Institut für Europäische Kunstgeschichte der Ruprecht-Karls-Universität in Heidelberg, 2013–2017 als wissenschaftlicher Mitarbeiter der Johannes-Gutenberg-Universität Mainz und dann am Karlsruher Institut für Technologie (KIT), wo er die abschließende Publikation zu dem deutsch-französischen Projekt METACULT erstellte. 2018 wurde er an der Universität Mainz promoviert.
2019/2020 nahm Tobias Möllmer einen Lehrauftrag am Institut für Baugeschichte der Universität Innsbruck wahr und warb in dieser Zeit bei der Deutsch-Polnischen Wissenschaftsstiftung (DWPS) eine Drittmittelstelle am Karlsruher Institut für Technologie für die wissenschaftliche Begleitung des Ausstellungs- und Forschungsprojekts Imperiale Verwandtschaften. Die Städte Straßburg und Posen und ihr ungewolltes deutsches Kulturerbe ein, das zusammen mit der Politechnika Poznanska (Technischen Universität Posen) durchgeführt wurde. Im Frühjahr 2021 wechselte er zum binationalen Projekt Engineering nationality, gefördert vom Österreichischen Wissenschaftsfonds und der Agence nationale de la recherche. 2024 warb er das Forschungsprojekt Die Bautätigkeit der Oesterreichisch-Ungarischen Bank und der Oesterreichischen Nationalbank 1878 im europäischen Kontext ein, das vom Jubiläumsfonds der Oesterreichischen Nationalbank gefördert wird.

## Veröffentlichungen

### Monografien
- Grabmale der Familie Engelhorn auf dem Hauptfriedhof Mannheim. Von der bürgerlichen Ruhestätte zum Mausoleum von August Kraus. Herausgeber: Friedrich Engelhorn-Archiv e.V. Mannheim. Wernersche Verlagsgesellschaft, Worms 2008. ISBN 978-3-88462-263-6.
- Das Palais Lanz in Mannheim. Französische Architektur im deutschen Kaiserreich[Anm. 2] = Beiträge zur Mannheimer Architektur- und Baugeschichte 5. Marchivum, Mannheim 2008 (2. Auflage: 2021). ISBN 978-3-9821329-3-8.
- Das Palais Engelhorn in Mannheim. Geschichte und Architektur eines gründerzeitlichen Stadthauses. Wernersche Verlagsgesellschaft, Worms 2010. ISBN 978-3-88462-297-1.
- Die Villa Engelhorn in Mannheim. Kunstwerk, Familienhaus, Baudenkmal. Wernersche Verlagsgesellschaft, Worms 2012. ISBN 978-3-88462-336-7.
- Palazzo, Patrizierhaus, Palais. Das bürgerliche Stadthaus in Deutschland 1830–1914. Dissertation Uni Mainz 2018 (openscience.ub.uni-mainz.de, ohne Lebenslauf).
- Robert Engelhorn (1856–1944). Leben und Lebenswerk des Malers und Mäzens. Wernersche Verlagsgesellschaft, Worms 2020. ISBN 978-3-88462-397-8.
- Das Palais Cassalette in Aachen und die Aachener Stadthäuser 1830–1914. Großbürgerliche Wohnkultur im Rheinland zur Zeit der Industrialisierung. Wernersche Verlagsgesellschaft, Worms 2022. ISBN 978-3-88462-400-5.
- zusammen mit Anne-Doris Meyer: Die Fundamentsanierung des Turmpfeilers des Straßburger Münsters / La restauration des fondations du pilier de la tour de la cathédrale de Strasbourg. Band 1: Das Baustellentagebuch / Le journal de chantier (1906–1925). Transkription, Übersetzung und Annotationen. Band 2: Die Fotoalben | Les albums photographiques. Innsbruck university press, Innsbruck 2024. ISBN 978-3-99106-124-3 (uibk.ac.at Digitalisat).

### Aufsätze
- Pariser Architektur in Mannheim: Das Palais Lanz. In: Badische Heimat. Zeitschrift für Landes- und Volkskunde, Natur- und Denkmalschutz, Heft 1, 2007, S. 140–147 (regionalia.blb-karlsruhe.de Digitalisat).
- Berliner Neoklassizismus in Baden: Die Mausoleen von August Kraus (1868–1934) auf dem Mannheimer Hauptfriedhof. In: Badische Heimat. Zeitschrift für Landes- und Volkskunde, Natur-, Umwelt- und Denkmalschutz, Heft 3, 2008, S. 389–399 (regionalia.blb-karlsruhe.de Digitalisat).
- Ein bürgerlicher Palazzo: Das Stadthaus der Familie Lanz in Mannheim. In: Mannheimer Geschichtsblätter. Neue Folge, 16, 2009, S. 7–24.
- Französischer Architekturimport: Palais Lanz und Villa Bohn. In: Ferdinand Werner: Mannheimer Villen. Bürgerliche Architektur und Wohnkultur in den Quadraten und der Oststadt (= Beiträge zur Mannheimer Architektur- und Baugeschichte 6.) Wernersche Verlagsgesellschaft, Worms 2009, ISBN 978-3-88462-289-6, S. 347–362.
- Vom Patrizierpalast zum Krankenhaus: 80 Jahre St. Hedwig-Klinik in Mannheim. In: Badische Heimat. Zeitschrift für Landes- und Volkskunde, Natur-, Umwelt- und Denkmalschutz. Heft 2, 2009, S. 186–197 (regionalia.blb-karlsruhe.de Digitalisat).
- zusammen mit Christiane Weber: Die Entstehung einer deutschen Musterbauverwaltung: Stadtbauamt und Baupolizei in Straßburg 1870–1918. In: Metacult, Cahier / Arbeitsheft Nr. 2, 2014, S. 52–58 (bg.ikb.kit.edu PDF).
- Das Villenviertel am Contades in Straßburg. Entwicklungslinien einer Stadtmorphologie im Spannungsfeld deutsch-französischen Kulturtransfers. In: Metacult. Transferts culturels dans l’architecture et l’urbanisme. Strasbourg 1830–1940 / Kulturtransfer in Architektur und Stadtplanung. Straßburg 1830–1940, Cahier / Arbeitsheft Nr. 1, 2014, S. 31–42 (bg.ikb.kit.edu PDF).
- zusammen mit Stephanie Marchal: Von der Avantgarde zur Arrièregarde: Der Universalkünstler Henry van de Velde – ein Forschungsbericht. In: Kunstchronik. Heft 12 (Dezember 2014), S. 599–610.
- zusammen mit Anne-Sophie Cachat: The Delegation of the European Union at 18, Boulevard de l’Orangerie / La délégation de l’Union européenne au 18, Boulevard de l’Orangerie. In: History of Strasbourg and Neustadt. In: Jari Vilén (Hrsg.): The Delegation of the European Union at 18, Boulevard de l’Orangerie / La délégation de l’Union européenne au 18, Boulevard de l’Orangerie. Straßburg 2015, S. 8–11, 16–19. ISBN
- Heinrich Emerich und der Schutz des Ortsbildes. Eine Bauaktenanalyse zwischen Kaiserplatz und Contades. In: Metacult. Cahier / Arbeitsheft Nr. 3, 2015, S. 19–27 (bg.ikb.kit.edu PDF).
- Stadthaus und Villa bei den „Buddenbrooks“. Thomas Manns Sicht auf die Wohnkultur des 19. Jahrhunderts. In: Tobias Möllmer (Hrsg.): Stil und Charakter. Beiträge zu Denkmalpflege und Architekturgeschichte des 19. Jahrhunderts (= Festschrift zum 75. Geburtstag von Wolfgang Brönner.) Birkhäuser, Berlin, Basel 2015. ISBN 978-3-0356-0451-1, S. 337–358.
- Der künstlerisch kontrollierte Bauhandwerker: Ästhetische Baupolizei im Sinne der Heimatschutzbewegung am Beispiel der Stadt Straßburg/Strasbourg. In: Dave Lüthi (Hrsg.): Profils d’architectes. Etudes de Lettres. 303 = Revue de la Faculté de lettres de l’Université de Lausanne. Université de Lausanne, Lausanne 2017. ISBN 978-2-940331-64-2, S. 91–110 (journals.openedition.org Digitalisat).
- Die Entwicklung der Straßburger Baupolizei 1871–1918. Vom französischen Fluchtliniengesetz zur ästhetischen Baukontrolle im Sinne der Heimatschutzbewegung. In: Wolfgang Brönner, Anne-Marie Châtelet, Christiane Weber (Hrsg.): Straßburg, Ort des kulturellen Austauschs zwischen Frankreich und Deutschland. Architektur und Stadtplanung 1830–1940. Berlin 2018, S. 495–511.
- zusammen mit Hanna Grzeszczuk-Brendel, Alexandre Kostka und Volker Ziegler: Imperiale Wahlverwandtschaften und die europäische transnationale Erbengemeinschaft: Posen und Straßburg als Grenzstädte des Zweiten Deutschen Kaiserreichs. In: Sigrid Brandt und Christoph Schwarzkopf (Hrsg.): Grenzen und Nachbarschaften, Wanderungen und Begegnung. Dokumentation der Tagung der Arbeitsgruppe „Migration und Erbe“ von ICOMOS Deutschland in Zusammenarbeit mit der Université de Strasbourg und dem KIT, 13.-15.09.2018. _epub.pdf online
- Nackte Linien vs. nackte Steindamen: Julius Meier-Graefe und die Architektur. In: Ingeborg Becker, Stefanie Marchal (Hrsg.): Julius Meier-Graefe. Grenzgänger der Künste. Berlin 2018, S. 105–128.
- zusammen mit Shahram Abadie: Schätze aus Archiven und Bibliotheken. Bemerkungen zu Quellen, Literatur und Forschungsstand. In: Wolfgang Brönner, Anne-Marie Châtelet, Christiane Weber (Hrsg.): Straßburg, Ort des kulturellen Austauschs zwischen Frankreich und Deutschland. Berlin 2018, S. 31–57.
- zusammen mit Christiane Weber: Der Wasserbautechniker Moritz Eisenlohr (1855–1924) in Mannheim und Straßburg – ein Mediator bautechnischen Wissens am Oberrhein. In: Mit den wohlfeilsten Mitteln dauerhaft, sicher und bequem (= Tagungsband der 3. Jahrestagung der Gesellschaft für Bautechnikgeschichte am 04.–06.05.2017 in Potsdam = Schriftenreihe der Gesellschaft für Bautechnikgeschichte 2.) Dresden 2019, S. 263–279.
- Der Wohnbau der Straßburger Neustadt zwischen Kaiserplatz und Contades. Entwicklung einer Stadtgestalt durch deutsch-französischen Kulturtransfer in Stadtplanung und Architektur. In: Wolfgang Brönner, Anne-Marie Châtelet, Christiane Weber (Hrsg.): Straßburg, Ort des kulturellen Austauschs zwischen Frankreich und Deutschland. Architektur und Stadtplanung 1830–1940. Berlin 2018, S. 255–311.
- Das Palais Cassalette in Aachen als Gesamtkunstwerk und Leistungsnachweis des deutschen Kunstgewerbes im 19. Jahrhundert. In: Zeitschrift des Schweizer Netzwerks für Historismus / Revue du réseau suisse de l’historicisme 4.2023, S. 53–65 (und [https://www.e-periodica.ch/digbib/volumes?UID=hst-001 e-periodica.ch Digitalisat]).
- zusammen mit Christiane Weber: Von französischen Strukturen zu preußischen Prinzipien: Aufbau und Tätigkeit der Hochbauverwaltung des Ministeriums für Elsass-Lothringen 1871–1918. In: Hans-Dieter Nägelke, Christian Welzbacher (Hrsg.): Staatsaffäre Architektur. Von der preußischen Hochbauverwaltung zur Reichsbauverwaltung 1770–1933 = Schriften des Architekturmuseums der Technischen Universität Berlin. Band 11, Aachen / Berlin 2023, S. 122–135.
- Das Straßburger Hochbauamt unter Fritz Beblo (1903–1918). Ein Netzwerk von Schülern des Karlsruher Architekturprofessors Carl Schäfer. In: architectura. Zeitschrift für Geschichte der Baukunst. 51.2024, H. 2, S. 44–73.
- Sankt Maternus in Avolsheim (Elsass). Ein neuromanischer Sakralbau des Straßburger Münsterbaumeisters Johann Knauth. In: Bericht der 52. Tagung der Koldewey-Gesellschaft in Straßburg. 2024, S. 143–151.
- zusammen mit Christiane Weber: Politique nationale de « clochers ». Processus d’identité et de patrimonialisation en Alsace-Lorraine annexé 1871–1918. In: Johannes Dahm, Christian Jacques, Susanne Müller (Hrsg.): Patrimoines en crise. (Ré)Appropriation de l’héritage culturel dans l’espace européen. Bordeaux 2024, S. 183–201.
- zusammen mit Alexandre Kostka und Christiane Weber: Die Rettung des Straßburger Münsterturms (1906–1926) und seine bautechnische und kulturwissenschaftliche Analyse durch das Forschungsprojekt „Engineering Nationality“. In: Bericht der 52. Tagung der Koldewey-Gesellschaft in Straßburg. Dresden, 2024, S. 133–141.

### Herausgeberschaften
- Stil und Charakter. Beiträge zu Denkmalpflege und Architekturgeschichte des 19. Jahrhunderts (= Festschrift zum 75. Geburtstag von Wolfgang Brönner.) Birkhäuser, Berlin, Basel 2015. ISBN 978-3-0356-0451-1.